# التونا (سی‌دی‌پی)، نیویورک
التونا (سی‌دی‌پی)، نیو یورک (به انگلیسی: Altona (CDP), New York) یک منطقهٔ مسکونی در ایالات متحده آمریکا است که در ایالت نیویورک واقع شده‌است.

## خصوصیات
التونا ۴٫۴ کیلومترمربع مساحت و ۷۳۰ نفر جمعیت دارد و ۱۹۴ متر بالاتر از سطح دریا واقع شده‌است.